# Presidente del Consiglio dei ministri del Perù
Il Presidente del Consiglio dei ministri del Perù è il capo del governo dello stato sudamericano.
Il Presidente del Consiglio peruviano è nominato dal Presidente della Repubblica peruviana.